# Acanthus polystachyus
Acanthus polystachyus är en akantusväxtart som beskrevs av Alire Raffeneau Delile. Acanthus polystachyus ingår i släktet akantusar, och familjen akantusväxter. Inga underarter finns listade i Catalogue of Life.

## Bildgalleri

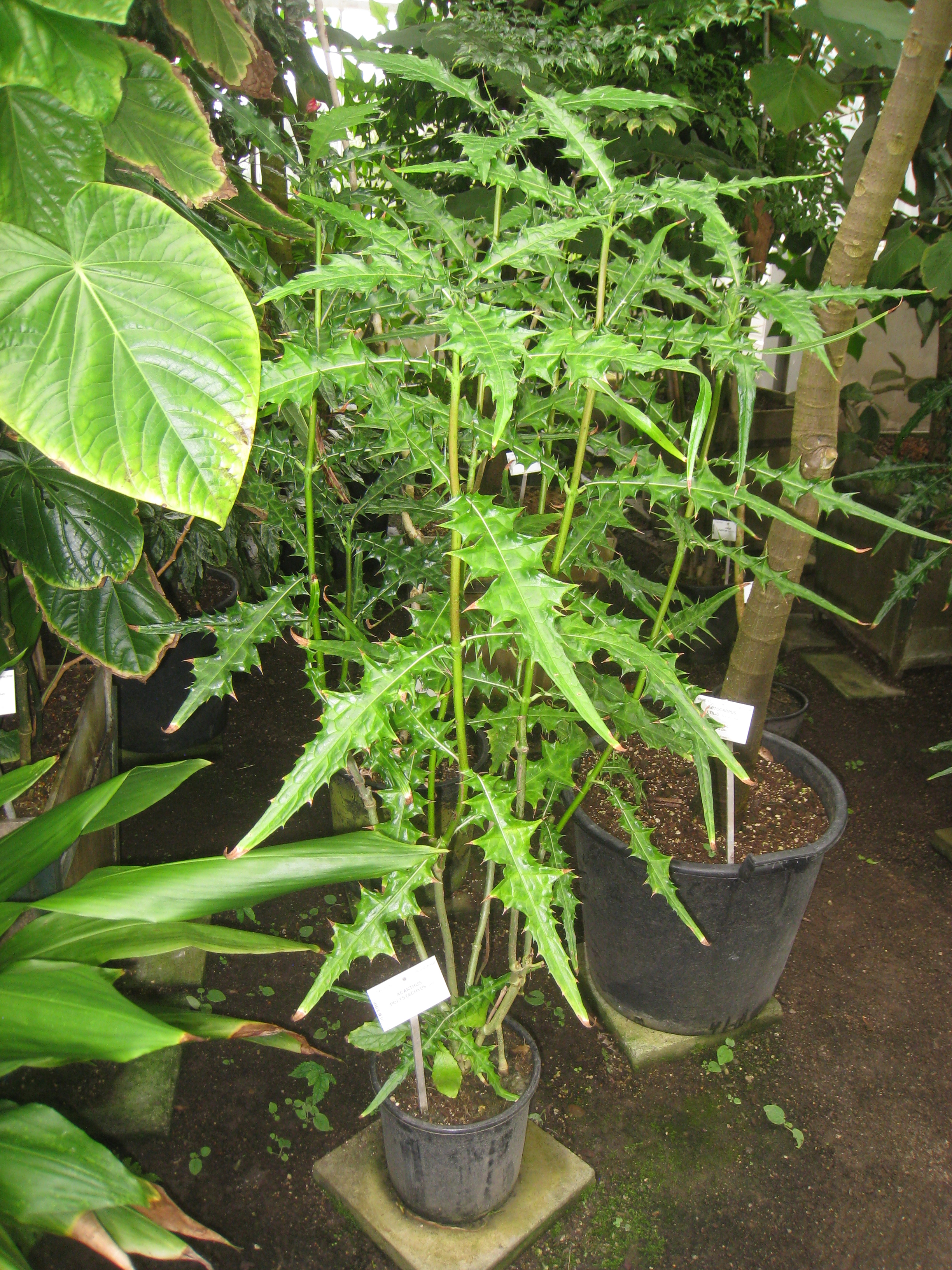